# Un poble francès
Un poble francès (Un village français en l'original francès) és una sèrie de televisió francesa creada per Frédéric Krivine, Philippe Triboit i Emmanuel Daucé, respectivament, guionista principal, director principal i productor. La sèrie s'estrenà a France 3 el 4 de juny de 2009, a France 5 a partir del 24 de febrer de 2014 i a TV5 Monde el febrer del 2014, al Canadà a partir del 10 de març de 2014 a TV5 Québec Canada, a Catalunya el 30 de juliol de 2018 a TV3.
La sèrie retrata la cronologia de l'ocupació alemanya en una petita sotsprefectura fictícia del Jura no gaire lluny de la línia de demarcació, des del punt de vista de la població civil i detallant els posicionaments individuals i llurs evolucions en funció dels esdeveniments.

## Sinopsi
El juny del 1940, Villeneuve, una petita sotsprefectura fictícia del Jura, canvia radicalment amb l'arribada de l'exèrcit alemany. L'ocupació de França acaba de començar, i durarà quatre anys. Quatre anys durant els quals els vilatans de Villeneuve hauran de viure en un món on la por, la gana i el perill són quotidians.

## Repartiment

### Principal
- Emmanuelle Bach	com a Jeannine Schwartz (temporades 1 a 7)
- Patrick Descamps com a Henri De Kervern (temporades 1 a 4 i 6 a 7)
- Nade Dieu com a Marie Germain (temporades 1 a 6)
- Audrey Fleurot com a Hortense Larcher (temporades 1 a 7)
- Nicolas Gob com a Jean Marchetti (temporades (1 a 7)
- Thierry Godard com a Raymond Schwartz (temporades 1 a 7)
- Marie Kremer com a Lucienne Borderie (temporades 1 a 7)
- Francis Renaud com a Jacques (temporada 1)
- Robin Renucci com a Daniel Larcher (temporades 1 a 7)
- Fabrizio Rongione com a Marcel Larcher (tempordes 1 a 5)
- Richard Sammel com a Heinrich Müller (temporades 2 a 7)

### Recurrent
- Laurent Bateau com a Albert Crémieux (temporades 3 i 4)
- Bernard Blancan com a Anselme (temporades 4 a 7)
- Nathalie Cerda com a Madame Morhange (temporades 1 a 4)
- Cyril Couton com a Servier (temporades 1 a 7)
- Cyril Descours com a Yvon (temporada 3)
- Armelle Deutsch com a Natacha (temporada 1)
- Amandine Dewasmes com a Marguerite (temporada 5)
- Constance Dollé com a Suzanne Richard (temporades 1 a 7)
- Maxim Driesen com a Gustave Larcher (temporades 1 a 7)
- Dan Herzberg com a Lorrain Germain (temporades 1 i 2)
- François Loriquet com a Jules Bériot (temporades 1 a 7)
- Martin Loizillon com a Antoine (temporades 5 a 7)
- Axelle Maricq com a Rita de Witte (temporades 4, 6 i 7)
- Maëva Pasquali com a Émilie (temporades 2 i 3)
- Philippe Résimont com a Philippe Chassagne (temporades 4 a 6)
- Laura Stainkrycer com a Sarah (temporades 1 a 4)
- Samuel Theis com a Kurt Wagner (temporades 1 a 3 i 6)

## Episodis
Primera temporada
| 1                                                          | 1 | "Le Débarquement"             | 4 de juny de 2009  |  |  |  |
|                                                            |   |                               |                    |  |  |  |
| 2                                                          | 2 | "Chaos "                      | 4 de juny de 2009  |  |  |  |
|                                                            |   |                               |                    |  |  |  |
| 3                                                          | 3 | "Passer la ligne"             | 11 de juny de 2009 |  |  |  |
|                                                            |   |                               |                    |  |  |  |
| 4                                                          | 4 | "Sur la terre comme au ciel " | 11 de juny de 2009 |  |  |  |
|                                                            |   |                               |                    |  |  |  |
| 5                                                          | 5 | "Marchés noirs"               | 18 de juny de 2009 |  |  |  |
|                                                            |   |                               |                    |  |  |  |
| 6                                                          | 6 | "Coup de froid"               | 18 de juny de 2009 |  |  |  |
|                                                            |   |                               |                    |  |  |  |
| Ambientada entre el 12 de juny i l'11 de novembre de 1940. |   |                               |                    |  |  |  |

Segona temporada
| 7                                                       | 1 | "La Loterie"                 | 13 d'octubre de 2009 |  |  |  |
|                                                         |   |                              |                      |  |  |  |
| 8                                                       | 2 | "L'Engagement"               | 13 d'octubre de 2009 |  |  |  |
|                                                         |   |                              |                      |  |  |  |
| 9                                                       | 3 | "La Leçon de choses"         | 20 d'octubre de 2009 |  |  |  |
|                                                         |   |                              |                      |  |  |  |
| 10                                                      | 4 | "Votre nom fait un peu juif" | 20 d'octubre de 2009 |  |  |  |
|                                                         |   |                              |                      |  |  |  |
| 11                                                      | 5 | "Danger de mort"             | 27 d'octubre de 2009 |  |  |  |
|                                                         |   |                              |                      |  |  |  |
| 12                                                      | 6 | "Le Coup de grâce"           | 27 d'octubre de 2009 |  |  |  |
|                                                         |   |                              |                      |  |  |  |
| Ambientada entre el 10 de gener i l'11 de març de 1941. |   |                              |                      |  |  |  |

Tercera temporada
| 13                                                            | 1  | "Le Temps des secrets"  | 28 de novembre de 2010 |  |  |  |
|                                                               |    |                         |                        |  |  |  |
| 14                                                            | 2  | "Notre père"            | 28 de novembre de 2010 |  |  |  |
|                                                               |    |                         |                        |  |  |  |
| 15                                                            | 3  | "La Planque"            | 5 de desembre de 2010  |  |  |  |
|                                                               |    |                         |                        |  |  |  |
| 16                                                            | 4  | "Si j'étais libre"      | 5 de desembre de 2010  |  |  |  |
|                                                               |    |                         |                        |  |  |  |
| 17                                                            | 5  | "Le Choix des armes"    | 12 de desembre de 2010 |  |  |  |
|                                                               |    |                         |                        |  |  |  |
| 18                                                            | 6  | "La Java bleue"         | 12 de desembre de 2010 |  |  |  |
|                                                               |    |                         |                        |  |  |  |
| 19                                                            | 7  | "Une chance sur deux"   | 19 de desembre de 2010 |  |  |  |
|                                                               |    |                         |                        |  |  |  |
| 20                                                            | 8  | "Le Choix"              | 19 de desembre de 2010 |  |  |  |
|                                                               |    |                         |                        |  |  |  |
| 21                                                            | 9  | "Quel est votre nom?"   | 26 de desembre de 2010 |  |  |  |
|                                                               |    |                         |                        |  |  |  |
| 22                                                            | 10 | "Par amour"             | 26 de desembre de 2010 |  |  |  |
|                                                               |    |                         |                        |  |  |  |
| 23                                                            | 11 | "Le Traître"            | 2 de gener de 2011     |  |  |  |
|                                                               |    |                         |                        |  |  |  |
| 24                                                            | 12 | "Règlements de comptes" | 2 de gener de 2011     |  |  |  |
|                                                               |    |                         |                        |  |  |  |
| Ambientada entre el 28 de setembre i l'1 de novembre de 1941. |    |                         |                        |  |  |  |

Quarta temporada
| 25                                                            | 1  | "Le Train"                         | 27 de març de 2012 |  |  |  |
|                                                               |    |                                    |                    |  |  |  |
| 26                                                            | 2  | "Un jour sans pain"                | 27 de març de 2012 |  |  |  |
|                                                               |    |                                    |                    |  |  |  |
| 27                                                            | 3  | "Mille et une nuits"               | 3 d'abril de 2012  |  |  |  |
|                                                               |    |                                    |                    |  |  |  |
| 28                                                            | 4  | "Une évasion"                      | 3 d'abril de 2012  |  |  |  |
|                                                               |    |                                    |                    |  |  |  |
| 29                                                            | 5  | "La Mission"                       | 10 d'abril de 2012 |  |  |  |
|                                                               |    |                                    |                    |  |  |  |
| 30                                                            | 6  | "La Libération"                    | 10 d'abril de 2012 |  |  |  |
|                                                               |    |                                    |                    |  |  |  |
| 31                                                            | 7  | "Le Visiteur"                      | 17 d'abril de 2012 |  |  |  |
|                                                               |    |                                    |                    |  |  |  |
| 32                                                            | 8  | "Tel est pris qui croyait prendre" | 17 d'abril de 2012 |  |  |  |
|                                                               |    |                                    |                    |  |  |  |
| 33                                                            | 9  | "Baisers volés"                    | 24 d'abril de 2012 |  |  |  |
|                                                               |    |                                    |                    |  |  |  |
| 34                                                            | 10 | "Des nouvelles d'Anna"             | 24 d'abril de 2012 |  |  |  |
|                                                               |    |                                    |                    |  |  |  |
| 35                                                            | 11 | "La Souricière"                    | 1 de maig de 2012  |  |  |  |
|                                                               |    |                                    |                    |  |  |  |
| 36                                                            | 12 | "La Frontière"                     | 1 de maig de 2012  |  |  |  |
|                                                               |    |                                    |                    |  |  |  |
| Ambientada entre el 20 de juliol i el 14 de novembre de 1942. |    |                                    |                    |  |  |  |

Cinquena temporada
| 37                                                              | 1  | "Travail obligatoire"     | 1 d'octubre de 2013   |  |  |  |
|                                                                 |    |                           |                       |  |  |  |
| 38                                                              | 2  | "Le Jour des alliances"   | 1 d'octubre de 2013   |  |  |  |
|                                                                 |    |                           |                       |  |  |  |
| 39                                                              | 3  | "Naissance d'un chef"     | 8 d'octubre de 2013   |  |  |  |
|                                                                 |    |                           |                       |  |  |  |
| 40                                                              | 4  | "La Répétition"           | 8 d'octubre de 2013   |  |  |  |
|                                                                 |    |                           |                       |  |  |  |
| 41                                                              | 5  | "L'Arrestation"           | 15 d'octubre de 2013  |  |  |  |
|                                                                 |    |                           |                       |  |  |  |
| 42                                                              | 6  | "Le Déménagement"         | 15 d'octubre de 2013  |  |  |  |
|                                                                 |    |                           |                       |  |  |  |
| 43                                                              | 7  | "La Livraison"            | 22 d'octubre de 2013  |  |  |  |
|                                                                 |    |                           |                       |  |  |  |
| 44                                                              | 8  | "Les Trois Coups"         | 22 d'octubre de 2013  |  |  |  |
|                                                                 |    |                           |                       |  |  |  |
| 45                                                              | 9  | "Un acte de naissance"    | 29 d'octubre de 2013  |  |  |  |
|                                                                 |    |                           |                       |  |  |  |
| 46                                                              | 10 | "L'Alsace et la Lorraine" | 29 d'octubre de 2013  |  |  |  |
|                                                                 |    |                           |                       |  |  |  |
| 47                                                              | 11 | "Le Jour d'après"         | 5 de novembre de 2013 |  |  |  |
|                                                                 |    |                           |                       |  |  |  |
| 48                                                              | 12 | "Un sens au monde"        | 5 de novembre de 2013 |  |  |  |
|                                                                 |    |                           |                       |  |  |  |
| Ambientada entre el 23 de setembre i el 13 de novembre de 1943. |    |                           |                       |  |  |  |

Sisena temporada
| 49                                                                                     | 1  | "Paris libéré"                | 18 de novembre de 2014 |  |  |  |
|                                                                                        |    |                               |                        |  |  |  |
| 50                                                                                     | 2  | "Le Pont"                     | 18 de novembre de 2014 |  |  |  |
|                                                                                        |    |                               |                        |  |  |  |
| 51                                                                                     | 3  | "La Corde"                    | 25 de novembre de 2014 |  |  |  |
|                                                                                        |    |                               |                        |  |  |  |
| 52                                                                                     | 4  | "Sur le quai"                 | 25 de novembre de 2014 |  |  |  |
|                                                                                        |    |                               |                        |  |  |  |
| 53                                                                                     | 5  | "L'Homme sans nom"            | 2 de desembre de 2014  |  |  |  |
|                                                                                        |    |                               |                        |  |  |  |
| 54                                                                                     | 6  | "Le Groupe"                   | 2 de desembre de 2014  |  |  |  |
|                                                                                        |    |                               |                        |  |  |  |
| 55                                                                                     | 7  | "Une explosion"               | 24 de novembre de 2015 |  |  |  |
|                                                                                        |    |                               |                        |  |  |  |
| 56                                                                                     | 8  | "Le Procès"                   | 24 de novembre de 2015 |  |  |  |
|                                                                                        |    |                               |                        |  |  |  |
| 57                                                                                     | 9  | "Le Crépuscule avant la nuit" | 1 de desembre de 2015  |  |  |  |
|                                                                                        |    |                               |                        |  |  |  |
| 58                                                                                     | 10 | "La Loi du désir"             | 1 de desembre de 2015  |  |  |  |
|                                                                                        |    |                               |                        |  |  |  |
| 59                                                                                     | 11 | "Arrestations"                | 8 de desembre de 2015  |  |  |  |
|                                                                                        |    |                               |                        |  |  |  |
| 60                                                                                     | 12 | "Libération"                  | 8 de desembre de 2015  |  |  |  |
|                                                                                        |    |                               |                        |  |  |  |
| Ambientada entre el 25 d'agost amb l'alliberament de París i el 6 de setembre de 1944. |    |                               |                        |  |  |  |

Setena temporada
| 61 | 1  | "Derrière le mur"        | 25 d'octubre de 2016    |  |  |  |
| |    |                          |                         |  |  |  |
| 62 | 2  | "Le Carnet"              | 25 d'octubre de 2016    |  |  |  |
| |    |                          |                         |  |  |  |
| 63 | 3  | "Rue Marcel Larcher"     | 1 de novembre de 2016   |  |  |  |
| |    |                          |                         |  |  |  |
| 64 | 4  | "Les 4 du maquis"        | 1 de novembre de 2016   |  |  |  |
| |    |                          |                         |  |  |  |
| 65 | 5  | "Les Devoirs de mémoire" | 8 de novembre de 2016   |  |  |  |
| |    |                          |                         |  |  |  |
| 66 | 6  | "Au bout du tunnel "     | 8 de novembre de 2016   |  |  |  |
| |    |                          |                         |  |  |  |
| 67 | 7  | "Prisonniers de guerre"  | 16 de novembre de 2016  |  |  |  |
| |    |                          |                         |  |  |  |
| 68 | 8  | "Sur la grève"           | 16 de novembre de 2016  |  |  |  |
| |    |                          |                         |  |  |  |
| 68 | 9  | "Un petit coup de rouge" | 23 de novembre de 2016  |  |  |  |
| |    |                          |                         |  |  |  |
| 70 | 10 | "28-10-01"               | 231 de novembre de 2016 |  |  |  |
| |    |                          |                         |  |  |  |
| 71 | 11 | "Le Vernissage"          | 30 de novembre de 2016  |  |  |  |
| |    |                          |                         |  |  |  |
| 72 | 12 | "L'Embarquement"         | 30 de novembre de 2016  |  |  |  |
| |    |                          |                         |  |  |  |
| Ambientada entre el novembre i desembre de 1945, les noves vides que s'obren a cadascun dels personatges. |    |                          |                         |  |  |  |